# Les Révoltés d'Attica (téléfilm, 1980)
Pour les articles homonymes, voir Les Révoltés d'Attica.
Pour plus de détails, voir Fiche technique et Distribution.
Les Révoltés d'Attica (titre original : Attica) est un téléfilm américain réalisé par Marvin J. Chomsky, diffusé le 2 mars 1980.
Ce téléfilm, inspiré d'événements réels, est une reconstitution des événements tragiques qui ont suivi la mutinerie de la prison d'Attica, dans l'État de New York. Majoritairement organisée par des détenus noirs quelques jours après l'assassinat du militant des Black Panthers George Jackson, cette mutinerie eut lieu entre le 9 et le 13 septembre 1971, dans un contexte de conflit exacerbé autour de la question des droits civiques et du racisme.

## Synopsis
Une mutinerie s'éclate dans une prison en raison d'un meurtre d'un détenu et les détenus noirs se révoltent.

## Fiche technique
- Titre : Les Révoltés d'Attica
- Titre français alternatif : La Révolte d'Attica (vhs)
- Genre : drame

## Distribution
- Henry Darrow : Herman Badillo
- Roger E. Mosley (VF : Roger Lumont) : Frank Green
- Charles Durning (VF : Jacques Dynam) : le commissaire Russell Oswald
- Joel Fabiani : le sénateur Gordon Conners
- Morgan Freeman (VF : Sady Rebbot) : Hap Richards
- George Grizzard : Tom Wicker
- Arlen Dean Snyder (VF : Marc Cassot) : Vince Mancusi